# 阿爾卡迪烏什·米利克
阿爾卡迪烏什·克里斯蒂安·米利克（波蘭語：Arkadiusz Krystian Milik，發音：[arˈkadjuʂ ˈmilik] ⓘ；1994年2月28日—）是一位波蘭足球運動員。現時效力意甲球隊尤文图斯。他也代表波蘭國家足球隊參賽。

## 俱樂部生涯

### 那不勒斯
米利克於2016年8月1日與拿坡里簽約；次日下午，俱樂部正式確認了他的3500萬歐元轉會。8月27日，他在俱樂部首次亮相，在意甲主場4-2戰勝AC米蘭的比賽中為那不勒斯打進了他的前兩個進球。

### 馬賽
2021年1月21日，米利克與法甲俱樂部馬賽簽訂了為期18個月的租借協議，並可選擇購買。他在1月23日球隊1-3負於摩納哥的比賽中首次亮相。

### 尤文图斯
2022年8月26日，義甲俱樂部祖雲達斯宣布從馬賽租借米利克至2022-23賽季結束。
2023年6月21日，尤文圖斯從馬賽永久簽下米利克。

## 國家隊生涯
2012年10月12日，米利克在對陣南非的比賽中首次代表波蘭國家足球隊出場。12月14日，他在4-1戰勝北馬其頓的友誼賽中打進了國家隊的第一個進球。

## 個人生活
米利克的童年足球英雄是克里斯蒂亞諾·羅納度；在2016年歐洲國家盃足球賽期間的一次採訪中，他說他密切關注了C罗，並受到了葡萄牙前鋒的啟發。

## 榮譽

### 球會
那不勒斯
- 義大利盃冠軍：2019–20賽季

 祖雲達斯
- 義大利盃冠軍：2023–24賽季[11]

### 個人
- 荷蘭盃最佳射手：2014–15賽季（8球）
- 義大利盃最佳射手：2023–24賽季（4球）[12]